# 淡翅角石蛾
淡翅角石蛾（学名：Stenopsyche pallidepennis）为角石蛾科角石蛾屬下的一个种。